# Литовський бір
Заповідне урочище «Литовський бір» — втрачена природоохоронна територія в Сумській області України. Створене рішенням Сумського облвиконкому від 20 червня 1972 року № 305 та Сумської обласної Ради народних депутатів від 13 жовтня 1994 року, скасоване рішенням Сумської обласної ради від 9 квітня 2015 року. Розташовувалося на території Бакирівської сільради Охтирського району, примикаючи до автодороги між Охтирка — Климентове, на території Гетьманського національного природного парку. Площа — 914,2 га.

## Історія створення
У 1970 році розпорядженням виконкому Сумської обласної ради депутатів трудящих ділянку лісу площею 43,8 га — квартали 1 (ділянки 2, 5, 8 і 9) та 2 (ділянка 4) Литовського лісництва Тростянецького держлісгоспу — було оголошено пам'яткою природи місцевого значення. Пізніше охоронний статус бору ще не раз змінювався. Так, 20 червня 1972 року вся територія Литовського урочища (1451 га) набула рангу заповідного парку-пам'ятки садово-паркового мистецтва місцевого значення — «Лісопарк Литовський бір». 21 листопада 1984 року категорію об'єкта змінено на «Заповідне урочище місцевого значення „Литовський бір“» (площа 914,2 га), що підтверджено рішенням Сумської обласної Ради народних депутатів від 13 жовтня 1994 року.

## Природна цінність
Місцевість характеризується типовим лісостеповим ландшафтом, представленим терасовою горбистою рівниною з дерново-підзолистими ґрунтами, з борами та суборами. За фізико-географічним районуванням це північна окраїна Південної Полтавської фізико-географічної області. Заповідне урочище «Литовський бір» являє собою характерний для першої надзаплавної тераси річок масив лісу формації сосни звичайної. До його складу на площі 41,0 га увійшла ділянка соснового лісу природного походження більш ніж 200-річного віку з висотою дерев не менше сорока метрів.
Крім сосен тут зростають берези, липи серцелисті, клени гостролисті, в зниженнях зростає дуб. Підлісок середньої густоти із клена татарського, ліщини, барбарису і бруслини. В трав'яному ярусі зростають папороть-орляк, конвалія звичайна, купина лікарська, нечуйвітер волохатенький. Старий ліс має невелику повноту (зімкненість крон першого ярусу 0,5), нерівномірне розміщення дерев на площі, складну вертикальну та горизонтальну структуру, розвинений трав'яний покрив, особливо на галявинах.
Значну наукову і пізнавальну цінність становить невелике лісове сфагнове болото. Окрім моху-сфагнуму на цих болітцях зростали й інші рослини північного походження, наприклад журавлина. Цікаво, що в Литовському бору трапляється дика черешня, тут східна межа її географічного поширення. В Литовському бору налічують понад 350 видів покритонасінних рослин, 5 видів папоротей, 3 види хвощеподібних, 2 види плаунів, кілька десятків видів мохів, 10 видів лишайників, а також понад 250 видів різноманітних грибів.
За попередніми даними тут налічується 118 видів хребетних тварин, у тому числі 7 видів земноводних, 4 види плазунів, 85 видів птахів і 22 види ссавців. Серед них є рідкісні види з Червоної книги України — гадюка Нікольського, або лісостепова, кажани: вухань бурий, нетопир лісовий, лилик пізній, а також маленький хижак горностай. Низка видів ссавців та птахів знаходяться під охороною Бернської конвенції.

## Скасування
Об'єкт скасований рішенням Сумської обласної ради від 9.04.2015 року «Про зміни в мережі територій та об'єктів природно-заповідного фонду». Скасування відбулось за клопотання Гетьманського національного природного парку від 02.04.2014 року № 189/02-08 та з урахуванням погодження Міністерства екології та природних ресурсів України № 5/4-9/10432-14 від 27.08.2014 року (видане на підставі висновку Краснотростянецького відділення УкрНДІЛГА від 15.05.2014 № 3 щодо доцільності скасування статусу заповідного урочища «Литовський бір»). Наукове обґрунтування скасування заповідного урочища підготовлене працівниками національного парку «Гетьманський». В Обґрунтуванні зазначається що дійсно цінними є лише 41,7 га корінного соснового бору віком близько 210 років. Решта території — 674,4 га соснові насадження від 30 до 80 років, уражені кореневою губкою, а також військова частина площею 74 га з дорогами, які ведуть до неї. Урочище межує з трасою національного значення Н12 Суми — Полтава та містом Охтирка і селами Климентове, Литовка і Залісне, населення яких активно використовує територію урочища.
Вся інформація про створення об'єкту взята із текстів зазначених у статті рішень обласної ради, що надані Державним управлянням екології та природних ресурсів Сумської  області Всеукраїнській громадській організації «Національний екологічний центр України»..